# Laboratoire astrophysique et solaire de Lockheed Martin
Le Laboratoire astrophysique et solaire de Lockheed Martin également désigné par son acronyme LMSAL (Lockheed Martin Solar and Astrophysics Laboratory) est un institut de recherche américain qui fait partie de l'Advanced Technology Center du groupe aérospatial Lockheed Martin. Il regroupe des scientifiques et des ingénieurs qui conçoivent, fabriquent et mettent en œuvre des instruments scientifiques embarqués à bord d'observatoires spatiaux œuvrant dans le domaine de l'héliophysique et de l'astrophysique. Le laboratoire est situé à Palo Alto (Californie). 

## Projets
Les principaux projets opérationnels sont : 
- Le satellite scientifique Transition Region and Coronal Explorer de la NASA
- La suite d'instruments SECCHI du satellite scientifique européen STEREO
- L'observatoire spatial IRIS de la NASA
- L'instrument SOT (Solar Optical Telescope) de l'observatoire spatial japonais Hinode
- L'instrument AIA (Atmospheric Imaging Assembly) de l'observatoire solaire SDO